# Petar Fartunow
Petar Fartunow (bulgarisch Петър Фъртунов; * 3. Juni 1989 in Samokow) ist ein ehemaliger bulgarischer Skispringer.

## Werdegang
Sein internationales Debüt gab Fartunow im Januar 2004 in Bischofshofen im Rahmen des Skisprung-Continental-Cups. Jedoch gelang es ihm weder dort, noch in Brotterode oder Braunlage in die Punkteränge zu springen. Auch im Sommer 2004 landete er in allen Springen nur abgeschlagen auf hinteren Plätzen. Im Januar 2005 gewann er als 30. in Lauscha erstmals einen Punkt und konnte sich so auch erstmals in der Gesamtwertung der Saison 2004/05 platzieren. Jedoch konnte er in der Folge nicht an diese Erfolg anknüpfen.
Bei den Nordischen Junioren-Skiweltmeisterschaften 2006 in Kranj erreichte Fartunow im Einzelspringen den 36. Platz. Bei den folgenden Olympischen Winterspielen 2006 startete Fartunow mit nur 16 Jahren als einer der jüngsten Springer der Spiele. Von der Normalschanze schied er bereits in der Qualifikation als 49. aus. Auch von der Großschanze erreichte er nicht den Sprung in den Wettbewerbsdurchgang und erreichte nur Rang 52.
Nachdem er bis zum Sommer im Continental Cup auch weiterhin ohne Punkte geblieben war, wechselte er im Oktober 2006 in den FIS-Cup. Dort gelangen Fartunow in Einsiedeln und im Februar 2007 in Zakopane gute Punkteerfolge. Bei den Nordischen Junioren-Skiweltmeisterschaften 2007 in Tarvis erreichte Fartunow im Einzelspringen den 36. Platz.
Ab Juli 2007 startete Fartunow wieder im Continental Cup. Dabei konnte er seine Leistungen leicht verbessern. Jedoch blieben Punkterfolge weiter aus. In die Saison 2007/08 startete er deshalb im FIS-Cup. Dabei erreichte er in Harrachov zwei Top-10-Platzierungen, wobei er im ersten Springen als Vierter nur knapp am Podium vorbeisprang. Zurück im Continental Cup konnte er seine Sprungleistung weiter verbessern. Im Januar 2008 stand er in Sapporo erstmals wieder im zweiten Durchgang und erreichte als 24. im ersten Springen auch seine insgesamt beste Einzelleistung in dieser Serie in seiner gesamten Karriere. Nachdem er auch im zweiten Springen Continental-Cup-Punkte gewonnen hatte, beendete er schließlich im März die Saison mit insgesamt 10 Punkten als 126. der Gesamtwertung.
Bei den Nordischen Junioren-Skiweltmeisterschaften 2008 in Zakopane sprang Fartunow im Einzelspringen auf den 30. Platz. Im Teamspringen erreichte er mit der Mannschaft den 13. Platz. Die folgenden Monate verliefen für Fartunow erneut mit Misserfolgen im Continental Cup. Lediglich im FIS-Cup gelangen ihm beim Sommerspringen in Oberwiesenthal erneut zwei gute Platzierungen unter den besten zehn.
Im Februar 2009 bei den Nordischen Junioren-Skiweltmeisterschaften 2009 in Štrbské Pleso erreichte Fartunow im Einzelspringen nur einen enttäuschenden 67. Platz. Im März 2009 bestritt er in Planica die Qualifikation zum Skifliegen im Skisprung-Weltcup, scheiterte dabei jedoch als 48. deutlich.
In der Folge war Fartunow wechselnd im Continental- und im FIS-Cup aktiv. Erfolge erzielte er dabei jedoch nicht, so dass er nach seinem letzten Springen im Dezember 2009 seinen Platz im B-Nationalkader aufgab und zum Ende der Saison 2009/10 seine aktive Skisprungkarriere beendete.

## Erfolge

### Continental-Cup-Platzierungen
| Saison  | Platz | Punkte |
| ------- | ----- | ------ |
| 2004/05 | 167.  | 01     |
| 2007/08 | 126.  | 10     |